# Windom (Minnesota)
Windom es una ciudad ubicada en el condado de Cottonwood en el estado estadounidense de Minnesota. En el Censo de 2010 tenía una población de 4646 habitantes y una densidad poblacional de 413,71 personas por km².

## Geografía
Windom se encuentra ubicada en las coordenadas 43°52′25″N 95°7′9″O / 43.87361, -95.11917. Según la Oficina del Censo de los Estados Unidos, Windom tiene una superficie total de 11.23 km², de la cual 10.78 km² corresponden a tierra firme y (4.01%) 0.45 km² es agua.

## Demografía
Según el censo de 2010, había 4646 personas residiendo en Windom. La densidad de población era de 413,71 hab./km². De los 4646 habitantes, Windom estaba compuesto por el 92.06% blancos, el 1.38% eran afroamericanos, el 0.26% eran amerindios, el 1.18% eran asiáticos, el 0.32% eran isleños del Pacífico, el 3.66% eran de otras razas y el 1.14% pertenecían a dos o más razas. Del total de la población el 8.03% eran hispanos o latinos de cualquier raza.